# Boreč (zámek)
Boreč je zámek ve stejnojmenné vesnici u Velemína v okrese Litoměřice. Stojí na místě starší gotické tvrze, ale dochovanou barokní podobu získal během přestavby a dalších úprav v osmnáctém století a devatenáctém století. Stojí na severním okraji vesnice a od roku 1964 je chráněn jako kulturní památka.

## Historie
Borečská tvrz mohla vzniknout již na konci čtrnáctého století, ale první písemná  zmínka pochází až z roku 1483, kdy ji Jan Skřek z Borče prodal Václavovi z Vliněvsi. Od jeho syna Jindřicha ji roku 1546 koupil Kryštof z Berbisdorfu. Po něm se vystřídala řada majitelů: Jindřich Berka z Dubé, Zdeslav Kaplíř ze Sulevic, Kunšové z Lukovec (1571–1585), Jan Růt z Dírného a od roku 1588 Anna Kaplířová ze Sulevic s manželem Bohuslavem Růtem z Dírného. Některý z Růtů z Dírného nechal starou tvrz přestavět v renesančním slohu. Bohuslav z Dírného se zúčastnil stavovského povstání, za což mu byl v roce 1623 zkonfiskován majetek. O šest let později mu byl navrácen alespoň borečský statek, který v roce 1630 prodal Apoleně ze Salhausenu a sám odešel do Pirny, kde brzy poté zemřel. Rok nato se do Čech vrátil Bohuslavův syn Zdislav z Dírného. Na krátký čas získal panství do své správy, ale brzy musel znovu odejít ze země. Panství bylo zabaveno a prodáno Marii Magdaleně, manželce Jana Rudolfa Trčky z Lípy. Té zámek zůstal do roku 1634, kdy byl opět zkonfiskován a s dalšími trčkovskými statky prodán Anežce z Palantu, která sídlila v blízkých Čížkovicích. Ani jí však panství nezůstalo dlouho, protože roku 1638 rozhodl soud, že borečské panství patří Volfu Abrahamovi, který byl synem Apoleny ze Salhausenu. Anežka rozhodnutí soudu nerespektovala a násilím se zmocnila zámku, nicméně místodržitelství rozhodlo ve Volfův prospěch a potvrdilo jeho nároky. Volf potom panství spravoval až do roku 1642. Po několikeré změně majitelů panství je v roce 1668 získal Jan Kryštof Rajský z Dubnice, jehož potomkům patřilo až do roku 1802.
František Václav Rajský z Dubnice, který žil v letech 1737–1770, nechal renesanční zámek barokně přestavět. V roce 1802 však panství za dvě stě tisíc zlatých koupil kníže Josef ze Schwarzenbergu a připojil ho k Lovosicím. Zámek přestal sloužit jako panské sídlo a v první polovině devatenáctého století ho Schwarzenbergové nechali upravit pro potřeby správy statku. V roce 1924 byl z Borče vytvořen zbytkový statek a od roku 1945 byl zámecký areál připojen ke Státnímu statku Lovosice. Později se dostal do správy litoměřického okresního národního výboru, který v sedmdesátých letech dvacátého století nechal neudržovaný zámek opravit, ale údržba byla nadále zanedbávána, až se po roce 1989 část objektu zřítila. Nový majitel poté zahájil další pokusy o jeho obnovu.

## Stavební podoba

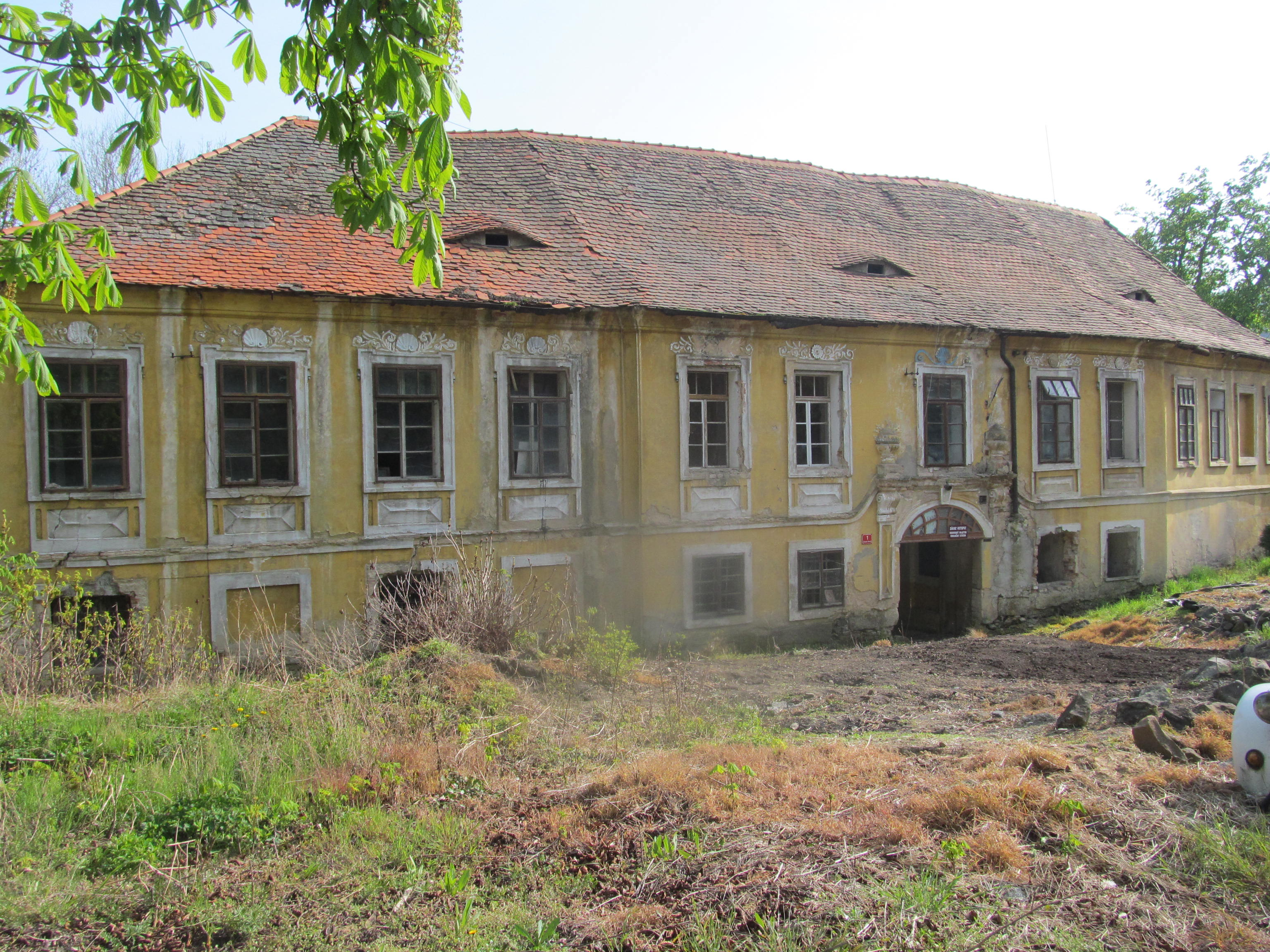
Severní průčelí

Podobu gotické fáze neznáme. Po renesanční přestavbě tvrz tvořila trojkřídlá budova s rytířským sálem zdobeným freskami, kterou obklopovaly tři malé rybníky a přístup vedl po mostě přes vodní příkop. Součástí areálu byl poplužní dvůr s pivovarem. Po barokní přestavbě z osmnáctého století měl zámek podobu jednopatrové trojkřídlé budovy s otevřenými arkádami na nádvoří. V západním křídle byla vybudována kaple, jižní křídlo sloužilo k provozním účelům a panské pokoje se nacházely v křídle severním. V devatenáctém století zanikl rytířský sál i kaple. Západní křídlo bylo upraveno na sladovnu a před rokem 1843 zbořeno. V ostatních prostorách vznikly byty zaměstnanců, kanceláře a výrobní provozy. Na počátku 21. století bylo v relativně dobrém stavu pouze severní křídlo, zatímco ostatní budovy se částečně zřítily.
Severní křídlo je na vnější straně rozdělené mělkým rizalitem se vstupním portálem s volutovými pilastry, který ústí do průjezdu zaklenutého valenou klenbou. Některá ze třinácti oken v prvním patře mají štukové rámy ve vrchní části zdobené úpony mušlí nebo rozetami. Spodní okraj všech oken je zdobený plastickým diamantovým polem. Většina arkád severního křídla byla v devatenáctém století zazděna.

## Přístup
Kolem zámku vede žlutě značená turistická trasa z Malých Žernosek ke Košťálovu, ale samotný zámek není veřejnosti přístupný.